# Javon McCrea
Javon Tyree McCrea (ur. 5 listopada 1992 w Newark) – amerykański koszykarz, występujący na pozycjach silnego skrzydłowego lub środkowego.
W 2013 wystąpił w turnieju Adidas Nations.
W 2014 reprezentował Dallas Mavericks, podczas rozgrywek letniej ligi NBA w Las Vegas. Dwa lata później bronił barw Philadelphia 76ers w Salt Lake City.
28 października 2019 dołączył do BM Slam Stali Ostrów Wielkopolski. Następnego dnia opuścił klub z powodu wykrycia w jego organizmie niedozwolonych środków.

## Osiągnięcia
Stan na 15 listopada 2019, na podstawie, o ile nie zaznaczono inaczej.
NCAA
- Mistrz dywizji konferencji Mid-American (MAC – 2014)
- Koszykarz roku konferencji MAC (2014)[5]
- Najlepszy pierwszoroczny zawodnik MAC (2011)
- Zaliczony do:
  - I składu:
    - MAC (2012–2014)
    - najlepszych pierwszorocznych MAC (2011)
    - turnieju Portsmouth Invitational Tournament (2014)

  - składu honorable mention All-MAC (2011)
- Lider:
  - NCAA w liczbie celnych rzutów za 2 punkty (240 – 2013)
  - MAC w:
    - liczbie:
      - punktów (611 – 2013)
      - zbiórek w ataku (101 – 2011, 110 – 2013)
      - celnych rzutów z gry (2013, 2014)

    - skuteczności rzutów:
      - z gry (2012–2014)
      - za 2 punkty (63,1% – 2011)